# Dorival Júnior
Dorival Silvestre Júnior (Araraquara, 25 april 1962) is een Braziliaans voormalig voetballer en huidig voetbaltrainer. In 2024 werd Júnior aangesteld als hoofdtrainer van het eerste nationale elftal van Brazilië, waar hij in maart 2025 werd ontslagen.

## Erelijst

### Als speler
Joinville
- Campeonato Catarinense: 1987

 Grêmio
- Campeonato Gaúcho:c1993

 Juventude
- Campeonato Brasileiro Série B: 1994

### Als trainer
Figueirense
- Campeonato Catarinense: 2004

 Sport Recife
- Campeonato Pernambucano: 2006

 Coritiba
- Campeonato Paranaense: 2008

 Vasco da Gama
- Campeonato Brasileiro Série B: 2009

 Santos
- Campeonato Paulista: 2010, 2016
- Copa do Brasil: 2010

 Internacional
- CONMEBOL Recopa: 2011
- Campeonato Gaúcho: 2012

 Athletico Paranaense
- Campeonato Paranaense: 2020

 Flamengo
- Copa do Brasil: 2022
- CONMEBOL Libertadores: 2022